# Spornleder

„Sporrläder“, verbrämt mit Hermelinfell, in den Rüstkammern des königlichen Schlosses in Stockholm

Spornleder, Sporleder oder Spannleder bezeichnete die Ledermanschette, mit der ein Reiter den Sporn am Stiefel oder am Fuß festschnallte, sofern der nicht bereits fest am Reitstiefel befestigt war (Anschlagsporen).
Johann Georg Krünitz beschreibt in seiner im Jahr 1832 erschienenen Ökonomisch-technologische Encyklopädie die damals gebräuchlichen Spornleder. Es gab breite und schmale Ausführungen. Die größeren waren vier Zoll breit (etwa 10 Zentimeter) und bedeckten den Fußrücken. Man gebrauchte sie bei Reitstiefeln, Stulpenstiefeln oder den großen Reiterstiefeln, sogenannten Kanonen, an die gewöhnlich die Pfundsporne kamen, die zum Halt eines breiten und festen Leders bedurften. Noch früher waren sie auch an den Sporen der schweren Reiter (Kürassiere). Jedoch waren zu der Zeit in vielen Armeen die Husarensporen eingeführt worden und die Fußbekleidung hatte sich geändert; statt der großen Reitstiefel über den Beinkleidern trug man jetzt Miniaturstiefel unter der Beinkleidung.
An den Seiten befanden sich die Spornriemen (Sporriemen), mit denen das Leder an den Stiefel geschnallt wurde. Galanteriesporne, Modesporne und Patentsporne hatten nur schmale Riemen, etwa einen Zentimeter breit. Es waren jeweils drei Riemen: der Sprungriemen oder Sohlenriemen, der unter dem Fuß hindurchführte, der Schnallenriemen mit der Schnalle und der Spannriemen, mit dem der Riemen straff am Fuß befestigt wurde. Der Spannriemen war der längste, am Ende hatte er zur Weitenregulierung mehrere Löcher, in die jeweils die Schnallenzunge eingesteckt wurde. Seitlich am Spornleder befand sich ein kleiner Riemen, mit dem der Sporn mit der Schnalle befestigt wurde.
In seiner Beschreibung des Berufs des Schusters beschreibt Daniel Gottfried Schreber 1769, dass das Sporleder, hier als Teil des Reitstiefels, aus dem dünneren Teil der Haut zu schneiden sei. Unter Sporleder verstünde man „überhaupt ein jedes solches Stück Leder, welches auf ein anderes genehet wird, es mag entweder auswendig oder inwendig in den Stiefel kommen; dieses muß aber eigentlich den Absatz des Schaftes umgeben, sich vorne an dem Schuh endigen und entweder mehr oder weniger über dem Sporhalter […] in die Höhe gehen, das ist, bis auf sechs oder acht Zolle“ (etwa 15 bis 20 Zentimeter).